# Onychaspidium apicale
Onychaspidium apicale är en tvåvingeart som först beskrevs av Samuel Wendell Williston  1896.  Onychaspidium apicale ingår i släktet Onychaspidium och familjen fritflugor. Inga underarter finns listade i Catalogue of Life.